# Ytterjärna landskommun
Ytterjärna landskommun var en tidigare kommun i Stockholms län.

## Administrativ historik
Den 1 januari 1863, när kommunalförordningarna började tillämpas, skapades över hela riket cirka 2 500 kommuner, varav 89 städer, 8 köpingar och resten landskommuner. Då inrättades i Ytterjärna socken i Öknebo härad i Södermanland denna kommun.
1952 genomfördes den första av 1900-talets två genomgripande kommunreformer i Sverige. Landskommunen blev då en del av den nya "storkommunen" Järna som 1971 uppgick i Södertälje kommun.